# XBIZ
XBIZ es una de las principales fuentes de noticias e informaciones de negocios para la industria de entretenimiento adulto. Además de su website Xbiz.com, la XBIZ publica dos revistas mensuales del comercio, exposiciones y congresos del sector, y facilita la creación de redes entre los profesionales de la industria adulta en línea a través de business to business de servicios profesionales de red. Los representantes de la empresa XBIZ son frecuentemente citados en los artículos de los medios de comunicación sobre las tendencias y las prácticas de la industria.
En el año 2003 tuvo lugar la primera entrega de los premios XBIZ, la ceremonia ha sido creada para premiar a los individuos, las empresas, los artistas, y los productos que desempeñan un papel esencial en el crecimiento y el éxito del entretenimiento adulto". Los premios coinciden con la conferencia XBIZ.